# Plateros nepalensis
Plateros nepalensis is een keversoort uit de familie netschildkevers (Lycidae). De wetenschappelijke naam van de soort werd in 1991 gepubliceerd door Sergey Vasiljevich Kazantsev.